# Interphasma longnanense
Interphasma longnanense är en insektsart som beskrevs av Chen, S.C. och Yun He He 2008. Interphasma longnanense ingår i släktet Interphasma och familjen Phasmatidae. Inga underarter finns listade i Catalogue of Life.